# RTEMS
RTEMS es un sistema operativo de tiempo real desarrollado como software libre y diseñado para sistemas embebidos que generalmente requieren una respuesta rápida, una cierta seguridad y estabilidad.
Ha sido utilizado por ejemplo dentro del proyecto de radio UHF llamado Electra, como parte de la misión Mars Reconnaissance Orbiter de la NASA de 2005.

## Características
El sistema operativo RTEMS consta de un micro-kernel, un entorno o shell y una o varias aplicaciones diseñadas para hacer funcionar el dispositivo electrónico correctamente. Habitualmente se trabaja de manera remota, mediante por ejemplo un ordenador con sistema Linux (habitualmente llamado "host"), donde se prepara y se programa el software RTEMS para una vez listo, cargarlo directamente en el dispositivo final. Entre otras características:
- Está disponible en múltiples arquitecturas de microprocesador como ARM, x86, SPARC, motorola 68000, MIPS, PowerPC, SuperH, RISC-V, etc.
- La interfaz de programación de aplicaciones (API) es compatible con el estándar abierto POSIX 1003.13-2008 de IEEE de perfil PSE52 que asegura un entorno y unos servicios similares en sistemas operativos UNIX y BSD. Además de API compatible con C++11 y C++14, newlib y GCC.[5]
- Kernel con capacidad multitarea, locación de memoria dinámica, portable a diferentes entornos.
- Compatible con familia de protocolos de internet como UDP, TCP, FTP, etc.
- RTEMS tiene una estructura para organizar los datos que permite el acceso según el estándar definido por POSIX. Entre otros formatos, maneja un sistema de archivos compatible con MS-DOS de tipo tabla de asignación de archivos (FAT), además un sistema de datos propio (RTEMS File System o RFS), o el protocolo de red NFS.
- Como entorno de desarrollo integrado (IDE) dispone de un complemento para el software libre Eclipse. Acepta lenguajes de programación como C, C++, Ada, Erlang, Fortran, Go, Python, etc.
- La licencia de RTEMS es bajo la licencia de uso general de GNU (GPL) que garantiza a los usuarios finales (personas, organizaciones o compañías) casi la completa libertad de usar, estudiar, compartir, copiar y modificar el software mediante el acceso de su código fuente.[6]
- Es compatible con protocolos de comunicación USB, tarjetas SD/MMC, entre otros.